# Beagiascus
†Beagiascus è un genere estinto di attinotterigi basali appartenente all’ordine dei Palaeonisciformes. Il genere è noto esclusivamente dalla specie tipo †Beagiascus pulcherrimus, descritta a partire da esemplari eccezionalmente conservati provenienti dal Calcare di Bear Gulch (Serpukhoviano, Carbonifero inferiore) del Montana (Stati Uniti), risalenti a circa 318 milioni di anni fa.

## Descrizione
Il corpo di Beagiascus pulcherrimus è fusiforme e compresso lateralmente, lungo poco più di 10 centimetri. Il rostro è smussato, con bocca subterminale. Le pinne mediane sono arretrate, con la pinna dorsale che origina sopra quella anale. Le pinne pettorali sono larghe a ventaglio, mentre le pelviche, la dorsale e l’anale sono triangolari. La pinna caudale è marcatamente eterocerca e profondamente biforcata. Tutte le pinne mostrano fulcri marginali spessi e sovrapposti. Le scaglie sono rombiche e finemente dentellate, con ornamentazione diagonale di ganoina. La fila di scaglie lungo la cresta precaudale è continua tra le pinne mediane.

### Diagnosi
Beagiascus pulcherrimus è definito da una combinazione unica di caratteri morfologici. Il corpo è allungato e fusiforme, compresso lateralmente. Il rostro è smussato e arrotondato. Tra le caratteristiche distintive si trovano le premascelle sottili e unite in modo stretto sulla linea mediana, un osso nasale con incisura anteriore e posteriore, un antorbitale con processo posterodorsale prominente, un osso frontale con sutura sagittale sinuosa e un dermosfenotico a forma di mezzaluna. Il dermopterotico è grande e presenta una placca posteriore larga con uno sperone laterale e un processo anteromediale situato in una tacca del frontale. Tre grandi ossa suborbitali si inseriscono nella curva del preopercolo, con una quarta più piccola sovrapposta a una delle precedenti. Quattro ossa infraorbitali sono presenti: una sottile sotto l’orbita, una a forma di mezzaluna, un elemento intermedio e una a forma di T, con estremità anteriore e posteriore appuntite che si connettono rispettivamente con l’infraorbitale e il nasale. Nella regione spiracolare è presente un mosaico di piccoli elementi ossei. La mascella presenta una lunga placca con due file di denti acuminati inclinati all’indietro, e un prominente processo posteroventrale. Il preopercolo è inclinato anteriormente e a forma di scure. Una fila di cinque o sei ossicini anteopercolari corre lungo il margine anteriore dell’opercolo, con il più ventrale più largo e lungo degli altri. L’opercolo è rettangolare e inclinato in avanti, ornato da creste di ganoina trasversali, mentre il subopercolo è rombico e presenta ornamentazione verticale. Sono presenti quattordici o quindici raggi branchiostegali, di cui cinque sopra l’angolo mandibolare e nove o dieci al di sotto, con il primo raggio due volte più alto del secondo. La regione temporale comprende file anteriori e posteriori di ossa extrascapolari che condividono una mediana comune. È presente un postspiracolare non suturato. Le scaglie postcleitrali formano una fila singola di elementi rombici. Le scaglie ventrolaterali sono strette, finemente pettinate. Le pinne pettorali sono a ventaglio, le pelviche triangolari, così come le dorsali e anali, con margini posteriori che si assottigliano gradualmente. La pinna caudale è fortemente eterocerca, con una biforcazione profonda e un lembo accessorio sul lobo epicaudale. Tutte le pinne presentano lunghi e robusti fulcri marginali sovrapposti sui margini anteriori. Le scaglie della cresta precaudale sono continue tra pinne anale e caudale, e tra dorsale e caudale.

## Classificazione
Beagiascus è stato descritto per la prima volta nel 2002 da Poplin e Lund, sulla base di resti fossili completi rinvenuti nella zona di Bear Gulsh in Montana.
Beagiascus pulcherrimus è stato assegnato all'interno del gruppo polifiletico Paleoniscomorpha. Le analisi filogenetiche indicano che forma un clado con il genere Lineagruan (comprendente L. judithi e L. snowyi) e con Roslerichthys, sebbene l'associazione con quest'ultimo sia debolmente supportata.
Il genere Lineagruan risulta essere il gruppo fratello di Beagiascus + Roslerichthys. Le due specie di Lineagruan sono considerate tra loro taxa fratelli, sulla base di caratteristiche comuni nelle ossa anteopercolari e nel contatto tra le ossa nasale e frontale. Tuttavia, Lineagruan si distingue per particolari nella morfologia della mascella, dei raggi branchiostegali e nell’inclinazione dei denti.
Il clado formato da Beagiascus e Lineagruan è definito da tratti comuni come la disposizione delle file extrascapolari, la morfologia della placca posteriore della mascella e la struttura dei branchiostegali sotto la mandibola. Beagiascus pulcherrimus si differenzia ulteriormente per numerosi caratteri cranici e postcranici unici.
Le relazioni proposte sono supportate anche dalle analisi dei dati morfometrici e meristici, secondo cui L. judithi e L. snowyi sono tra loro più strettamente imparentate di quanto lo siano con Beagiascus pulcherrimus o con altri pesci analizzati nello studio del 2002.